# تل خنزیر
تل خنزیر (به عربی: تل خنزیر) یک روستا در سوریه است که در ناحیه تمانعه واقع شده‌است. تل خنزیر ۱٬۲۳۱ نفر جمعیت دارد.